# Nördlicher Stützbeutler
Der Nördliche Stützbeutler (Chaeropus yirratji) ist eine ausgestorbene Säugetierart aus der Ordnung der Nasenbeutler (Peramelemorphia). Sie wurde erst im Jahr 2019 nach einer neuen Untersuchung von Präparaten, Schädeln und Fellen der Schweinsfuß-Nasenbeutler (Chaeropus) beschrieben und kam in den Wüsten Westaustraliens, Südaustraliens und des Nordterritoriums vor. Fossilien der Art aus dem Pleistozän wurden auch im nordöstlichen Queensland bei Chillagoe und am Broken River gefunden. Der Nördliche Stützbeutler ist nach der Besiedelung Australiens durch Europäer ausgestorben und könnte nach Berichten von Aborigines bis in die 1950er Jahre gelebt haben.

## Merkmale
Der Nördliche Stützbeutler hatte eine Kopfrumpflänge von 23 bis 26 cm, eine Hinterfußlänge von 72 bis 79 mm, Ohren von 49 bis 77 mm Höhe und einen 12,3 bis 14,8 cm langen Schwanz. Das Gewicht der Tiere wird auf 300 bis 600 Gramm geschätzt. Der Holotyp, ein in Spiritus konserviertes ausgewachsenes Männchen, hat ein kastanienbraunes Rückenfell und ist an den Seiten, am Bauch und an den Beinen hell graubraun gefärbt. Verschiedene Paratypen haben einen cremefarbenen oder weißen Bauch. Einige andere Präparate und Felle zeigen eine völlig andere Färbung. Sie sind am Rücken goldgelb und am Bauch cremefarben oder weiß. Die Autoren der Erstbeschreibung glauben nicht, dass die Farbunterschiede mit Ausbleichung erklärt werden können, da die unterschiedlichen Färbungen sowohl bei Nass- als auch bei Trockenpräparaten auftreten und Ausbleichungen in Nass- oder bei Trockenpräparaten für gewöhnlich völlig verschieden voneinander sind. Vielmehr nehmen sie an, das es beim Nördlichen Stützbeutler zwei Farbmorphen gab, ähnlich wie es bei anderen australischen Säugetieren der Fall ist (z. B. Sumpfwallaby (Wallabia bicolor), Lemuren-Ringbeutler (Hemibelideus lemuroides), Fuchskusu (Trichosurus vulpecula) und Dunklen Rundblattnase (Hipposideros ater)). Die Morphologie des Schädels und der seltsamen Füße mit nur zwei Zehen mit hufartigen Klauen an den Vorderfüßen und vier Zehen an den Hinterfüßen, von denen nur eine beim Laufen den Boden berührte, sind wie beim Stützbeutler. Die Hinterfüße sind beim Nördlichen Stützbeutler nur etwas länger (>70 mm). Außerdem unterscheidet sich der Nördliche Stützbeutler vom Stützbeuler durch einen durchschnittlich längeren Schwanz (>120 mm), die fehlenden Öffnungen im Oberkiefer und einen größeren Zahnhöcker auf den Backenzähnen. Der Schwanz des Nördlichen Stützbeutlers hat auf der Oberseite einen dunklen Haarkamm und einen kürzeren, helleren Haarkamm auf der Unterseite.

## Lebensweise
Der Nördliche Stützbeutler kam in den sandigen, mit Gras bewachsenen Wüsten im trockenen Innern Australiens vor. Die Art war wahrscheinlich dämmerungs- oder nachtaktiv, verbrachte den Tag in Grasnestern und ernährte sich vor allem von Gras und Blättern, außerdem von Insekten, darunter Ameisen und Termiten und von Aas.

## Belege
1. 1 2 3  Kenny J. Travouillon, Bruno F. Simões, Roberto Portela Miguez, Selina Brace, Phillipa Brewer, David Stemmer, Gilbert J. Price, Jonathan Cramb and Julien Louys. 2019. Hidden in Plain Sight: Reassessment of the Pig-footed Bandicoot, Chaeropus ecaudatus (Peramelemorphia, Chaeropodidae), with A Description of A New Species from central Australia, and Use of the Fossil Record to Trace Its Past Distribution. Zootaxa. 4566(1); 1–69. DOI: 10.11646/zootaxa.4566.1.1